# Rusenii de Sus, Bacău
Rusenii de Sus (în trecut, Rusenii Boierești) este un sat în comuna Plopana din județul Bacău, Moldova, România.